# 차오름
차오름(1991년 8월 17일 ~)은 대한민국의 스케이트코치, 전 피겨스케이팅 선수다.
토토 사이트 관리자로 울산구치소 수감 중 보석으로 석방되었다.

## 방송
- 김연아의 키스 & 크라이 (2011) - 4위